# Проблема невизначеності
Проблема невизначеності постає як своєрідний парадокс у вивченні соціології та історії науки . Її часто використовують як аргумент проти раціональної цінності наукової думки. 
Аргумент такий: 
1. Існує нескінченна кількість можливих теорій,
2. Існує лише обмежена кількість експериментальних доказів,
3. Отже, неможливо розмежовувати всі життєздатні теорії.

Хоча це і є правдою в цій абстрактній формі, на практиці парсинг використовується для обмеження кількості теорій, які вважаються корисними, а також для обмеження кількості напрямків експериментальних досліджень. Бритва Оккама, що шукає найпростіше пояснення, складає велику частину сучасної наукової думки; слід віддати перевагу теорії, яка найкраще відповідає всім явищам, що спостерігаються,  і не передбачає спростованих явищ і не вводить непомічених явищ. 
Більше того, дані, отримані одним експериментом, можуть бути застосовані до більш ніж однієї гіпотези, а перевірені гіпотези можуть бути застосовані до більш ніж однієї теорії. Наприклад, теорія гравітації має застосування до багатьох інших теорій. Не існує нескінченної кількості можливих теорій, оскільки наявні теорії обмежені ідеями, які насправді вже уявили вчені. 